# Paspalum rocanum
Paspalum rocanum är en gräsart som beskrevs av Leon. Paspalum rocanum ingår i släktet tvillinghirser, och familjen gräs. Inga underarter finns listade i Catalogue of Life.